# Gromada Liszki
Die Gromada Liszki war eine Verwaltungseinheit in der Volksrepublik Polen zwischen 1954 und 1972. Verwaltet wurde die Gromada vom Gromadzka Rada Narodowa, dessen Sitz sich in Liszki befand und aus 27 Mitgliedern bestand.

Die Gromada Liszki gehörte zum Powiat Krakowski in der Woiwodschaft Krakau und bestand aus den Dörfern Liszki, Kaszów und Piekary, ehemaligen Gromadas der aufgelösten Gmina Liszki.

Am 30. Juni 1960 wurden in die Gromada Kryspinów aufgelöst und in die Gromada Liszki eingegliedert. Am 31. Dezember 1961 wurde das Dorf Mników der aufgelösten Gromada Morawica eingegliedert und am 31. Dezember 1969 die Dörfer Chrosna und Morawica der aufgelösten Gromada Balice. Mit der Gebietsreform zum 1. Januar 1973 wurde die Gromada Liszki aufgelöst und die Gmina Liszki wieder gebildet.